# Thliptoceras decoloralis
Thliptoceras decoloralis là một loài bướm đêm trong họ Crambidae.